# Château de Talmay
 (octobre 2012).
Si vous disposez d'ouvrages ou d'articles de référence ou si vous connaissez des sites web de qualité traitant du thème abordé ici, merci de compléter l'article en donnant les références utiles à sa vérifiabilité et en les liant à la section « Notes et références ».
Le château de Talmay est un ensemble castral du XVIIIe siècle, situé à Talmay, dans le département de la Côte-d'Or, et la région de Bourgogne-Franche-Comté.

## Architecture

### Donjon
Le donjon, en blocs de pierre réguliers, suit un plan carré de 12 mètres de côté, et s’élève aujourd'hui à 54 mètres (avec toiture). Il a été construit entre 1250 et 1274  par Guillaume II, seigneur de Champlitte-Pontailler, que l'évêque de Langres, Robert de Thourotte, avait reconnu en 1234 seigneur de Talmay (au détriment de l'abbaye de Bèze) en échange d'une inféodation totale.  Guillaume avait  alors obtenu la reconnaissance  de cette acquisition par le duc de Bourgogne, Hugues IV, et par le comte de Bourgogne, Othon, malgré l'opposition de l'abbaye de Bèze qui porta  le contentieux jusqu'à Rome et demanda l'arbitrage du pape Innocent IV. Celui-ci statua en faveur de l'abbaye mais son avis resta lettre morte et Guillaume II fut confirmé seigneur de Talmay et dépendances (Heuilley, Maxilly ...).
Ce château d'architecture gothique, est percé de huit fenêtres à meneaux, réparties sur deux façades de quatre étages, d'ouvertures de tirs tout autour d'un cinquième étage, et doté de huit bretèches et trois latrines, toutes d'origine, ainsi que de plusieurs autres petites fenêtres postérieures. La toiture du donjon, à quatre pans, est couverte d'ardoise et surmontée d'un clocheton.

### Château moderne
Le château moderne, d'architecture classique, suit un plan en U. Il se décompose en un corps central, avec fronton sculpté, et deux ailes, tous construits avec de gros blocs de pierre jaune réguliers. L'entrée dans le bâtiment se fait par les façades avant et arrière du corps central, via deux escaliers à double volée en pierre. L'entrée arrière, donne sur une vaste terrasse, et permet d’accéder au jardin, par un escalier monumental en pierre, gardé par deux sphinges en pierre sculptés. La façade avant est percée de quatre portes (trois permettant l'accès au sous-sol, et une permettant l'accès au corps principal), de vingt-sept fenêtres à la française, et de quatre lucarnes. La façade arrière est percée de deux portes (l'une sous l'escalier, permettant l'accès au sous-sol, et l'autre permettant l'accès au corps central), de vingt-quatre fenêtres à la française, et de quatre lucarnes. La façade à senestre est percée de dix fenêtres à la française et de deux lucarnes. La façade à dextre, attenante au donjon, est percée d'une porte, permettant l'accès aux cuisines, à la chapelle et à la tour, ainsi que de onze fenêtres à la française et 2 lucarnes.

### Dépendances
Les dépendances, édifiées dans un style classique, avec des blocs de pierres jaune réguliers, comprennent un vaste bâtiment en U, faisant face au château, renfermant une écurie, à senestre, et une orangerie, à dextre ; un moulin, à proximité du donjon; ainsi qu'une glacière, à proximité de l'écurie.

### Parc

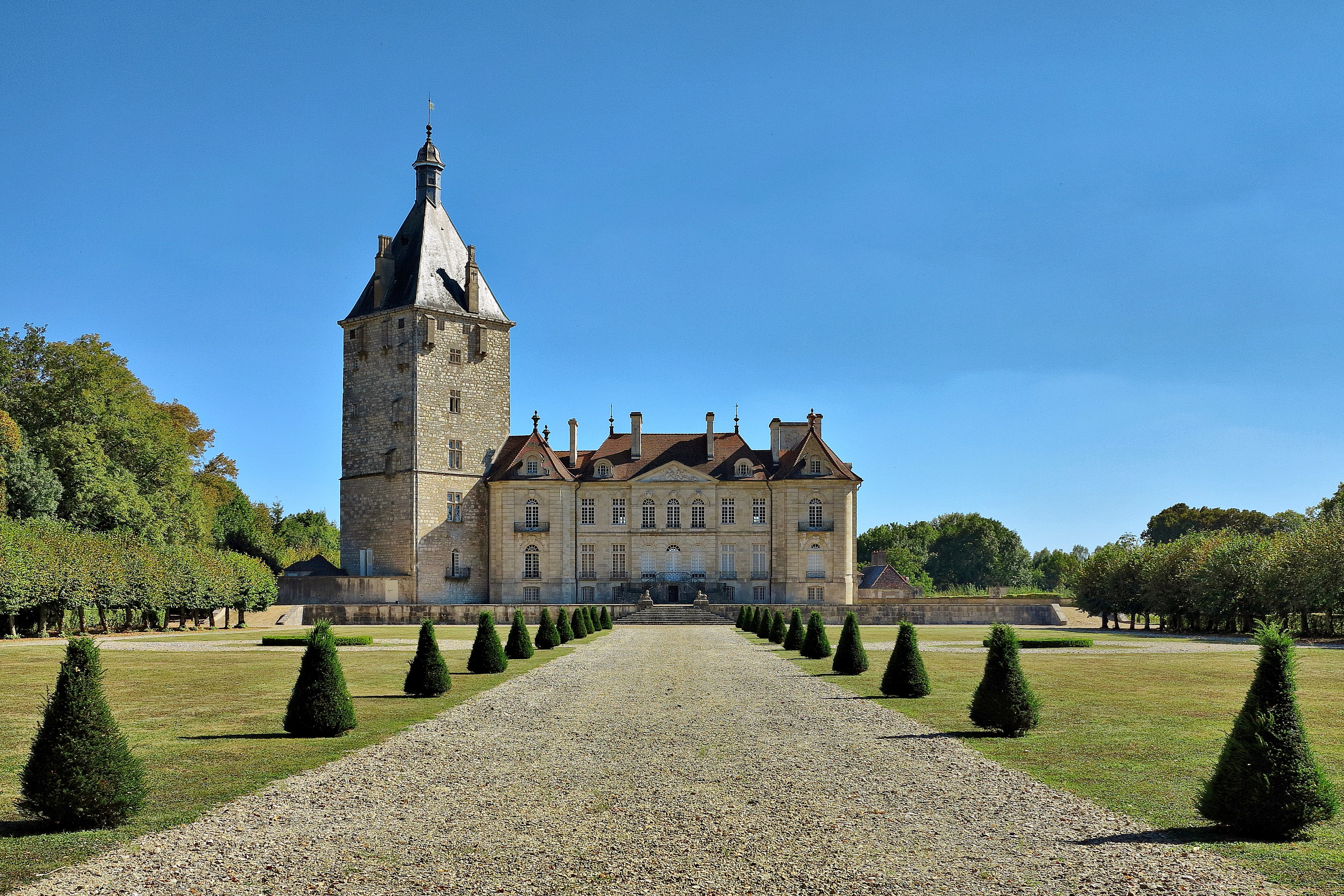
le Château coté jardin.

Le parc, d'une surface de sept hectares, est délimité par deux bras de la Vingeanne, un bief, dit du moulin et un saut de loup.
Il se compose d'un jardin à la française, bordé par des haies de charmilles, à l'arrière du château; d'un arrondi constitué par huit platanes de 1752, au milieu du parc ; d'un verger de 280 pommiers, poiriers et pruniers, bordé de fleurs, devant la façade à senestre; ainsi que d'un jardin des simples et d'un labyrinthe de buis, situé entre le verger et la façade du château.

## Historique
Au début du XIIIe siècle, Guillaume de Champlitte-Pontailler, sire de Pontailler, Talmay, etc., fait édifier une forteresse sur sa terre de Talmay. Le donjon carré et à bretèches, qui culmine à une cinquantaine de mètres de hauteur, est le seul élément de ce premier ensemble encore visible de nos jours.
En 1616, Jean-Louis de Pontailler (1675-1735), désargenté, échange à son gendre, Cléradius de Marmier (-1630), noble comtois, la terre de Talmay contre celle de Seveux, moitié de celle de Dampierre, et les trois quarts de celle de Charmes-Saint-Valbert. Durant son règne, le château est assiégé par des Comtois, mécontents que M. de Marmier se soit détourné du l'archiduc Albert d'Autriche au profit de la monarchie française, mais est repris par le baron d'Arcelot et les habitants de Talmay. Le château est aussi épargné, en 1636, par l'armée de Matthias Gallas, qui pille le village.
À la mort de M. de Marmier, en 1630, ce sont ses filles cadettes, Madeleine-Diane et Jeanne-Alexandrine, et leur descendance qui héritent du château et de la baronnie de Talmay.
Entre 1661 et 1685, l'ensemble est saisi et administré par des fermiers judiciaires, avant d'être vendu 76 000 livres, à la chambre des criées du parlement de Paris, à Charles de Dordelu Garnier (-1692), argentier et conseiller du roi, et son épouse Angélique de Carcani. N'ayant pu payer la totalité de la vente avant sa mort, l'ensemble est revendu 58 200 livres à Pierre Ier Fijan (1692-1715), seigneur des Grandes-Maisons, conseiller maître à la chambre des comptes de Paris.
En 1692, ce dernier fait poser les boiseries et le toit pyramidal à clocheton du donjon. Jusqu'en 1703, il s'emploie à s'imposer auprès du curé et des habitants de Talmay, qui contestent sa légitimité. À sa mort, en 1716, sa veuve Louise-Andrée Levieulx administre la seigneurie jusqu'à sa propre mort en 1723.
À cette date, ce sont ses fils, Étienne (-1751), conseiller au parlement de Bourgogne, et André (1678-1747), conseiller-clerc au parlement de Bourgogne, qui héritent le château et la baronnie.
À la mort d'André Fijan, en 1747, sa nièce, Marie-Jeanne, hérite sa part et coadministre la terre de Talmay avec son père, Étienne, jusqu'à la mort de ce dernier en 1751.
À cette date, Pierre II Fijan, le fils d'Étienne, hérite la part de son père et coadministre la baronnie avec sa sœur Marie-Jeanne, jusqu'à la mort de cette dernière. Durant son règne, Pierre II Fijan fait réaliser le jardin à la française du château, en 1753, puis édifier, par Jean Antoine Caristie, sous la direction de l'architecte Claude-Louis d'Aviler, contre le donjon qu'il préserve de la démolition, le nouveau corps de logis, entre 1761 et 1764.
À sa mort, en 1791, sa part revient à son neveu, Pierre-Marie Eugène Champion de Nansouty (1782-), qui la donne à sœur Antoinette Marie-Françoise Céline (1794-), à l'occasion de son mariage, en 1801, avec Simon Pierre Bernard Marie Ranfer de Monceau.
En 1824, ces derniers vendent le château à Pierre-Auguste Floret (1785-1847), qui le lègue en héritage, en 1847, à sa nièce Bonne-Isaure-Françoise Derrion-Duplan, qui le fait entrer dans la famille Thénard, par son mariage avec le baron Paul Thénard (1819-1884), représentant du canton de Pontailler au conseil d'arrondissement (1852-1856), maire de Talmay (1852-1866), conseiller général (1856-1871).
La dernière des Thénard de Talmay, Fanny, transforme, au milieu du XXe siècle le jardin à la française en jardin à l'anglaise, avant que l'époux de sa petite-fille, Pierre Bordeaux-Montrieux, décide d'entamer, grâce aux dessins conservés dans les archives du château, la reconstitution du jardin originel, poursuivie par sa bru, à partir de 1960.
En 2004, le jardin reçoit le label jardin remarquable.

## Liste des propriétaires
Depuis le XIIIe siècle, à la différence de nombreux châteaux, peu de familles se sont succédé à la propriété de Talmay :
- Famille de Champlitte-Pontailler, du début du XIIIe siècle à 1616 ;
- Famille de Marmier, descendants des précédents, de 1616 à 1685 ;
- Famille de Dordelu-Garnier, de 1685 à 1692 ;
- Famille Fijan, de 1692 à 1791 ;
- Famille Ranfer de Monceau, neveux par alliance des précédents, de 1791 à 1824 ;
- Famille Floret, de 1824 à 1847 ;
- Famille Thénard, de 1847 au début du XXe siècle[2] ;
- Famille Bordeaux-Montrieux et Bonhoure, descendants des précédents, propriétaires actuels.